# Ramón Pastor Gimeno
Ramón Pastor Gimeno (Valencia, 1956) is een hedendaags Spaans componist en dirigent.

## Leven
Pastor Gimeno studeerde aan het Conservatorio Superior de Música de Valencia piano bij Mario Monreal Monreal,  Maria Teresa Oller, contrapunt bij Francisco Tamarit Fayos en Amando Blanquer Ponsoda. Hij behaalde zijn diploma's en won prijzen voor harmonie en piano. Verder studeerde hij in Parijs bij Lautier en Mademoiselle Pabon en won prijzen in harmonie en contrapunt. 
Door een garantiebeurs van de stichting "Santiago Lope" in Valencia verkreeg hij de basis om zich volledig met het componeren bezig te houden. Maar ook als dirigent van Banda's in Altea, Cheste en Paiporta is hij werkzaam, en ook als pianist gaf hij verschillende recitals. 
Als componist schreef hij een kinderopera, werken voor piano en voor harmonieorkest alsook kamermuziek.

## Composities

### Werken voor banda (harmonieorkest)
- Altea, paso-doble
- Estructura Sinfonica Nº 1
  1. Moderato quasi Lento - Allegro variatione
- Rochester University, paso-doble
- Tirant lo Blanc (verplicht werk op het 35ª Certamen Internacional de Bandas de Música Villa de Altea in 2006

### Toneelwerken
- L'Última Llibreria, kinderopera voor gemengd koor en orkest